# Гояс (місто)
Гояс (порт. Goiás або Goiás Velho — «Старий Гояс») — невелике місто в бразильському штаті Гояс. Населення міста 25 тис. мешканців, площа — 3,1 тис. км². Це колишня столиця провінцій і штату, тут збереглося багато зразків архітектури колоніального періоду, за що центр міста в 2001 році отримав статус Світової спадщини ЮНЕСКО.

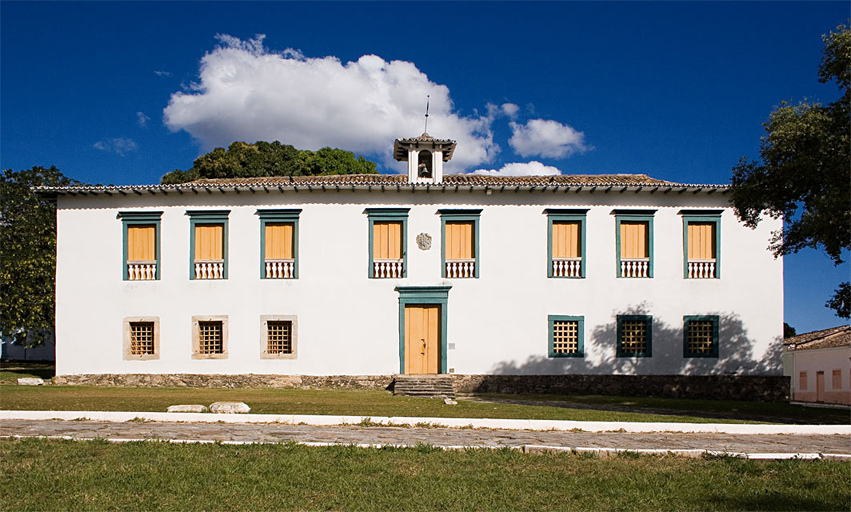
Antiga Casa da Câmara e Cadeia, atual MuBan
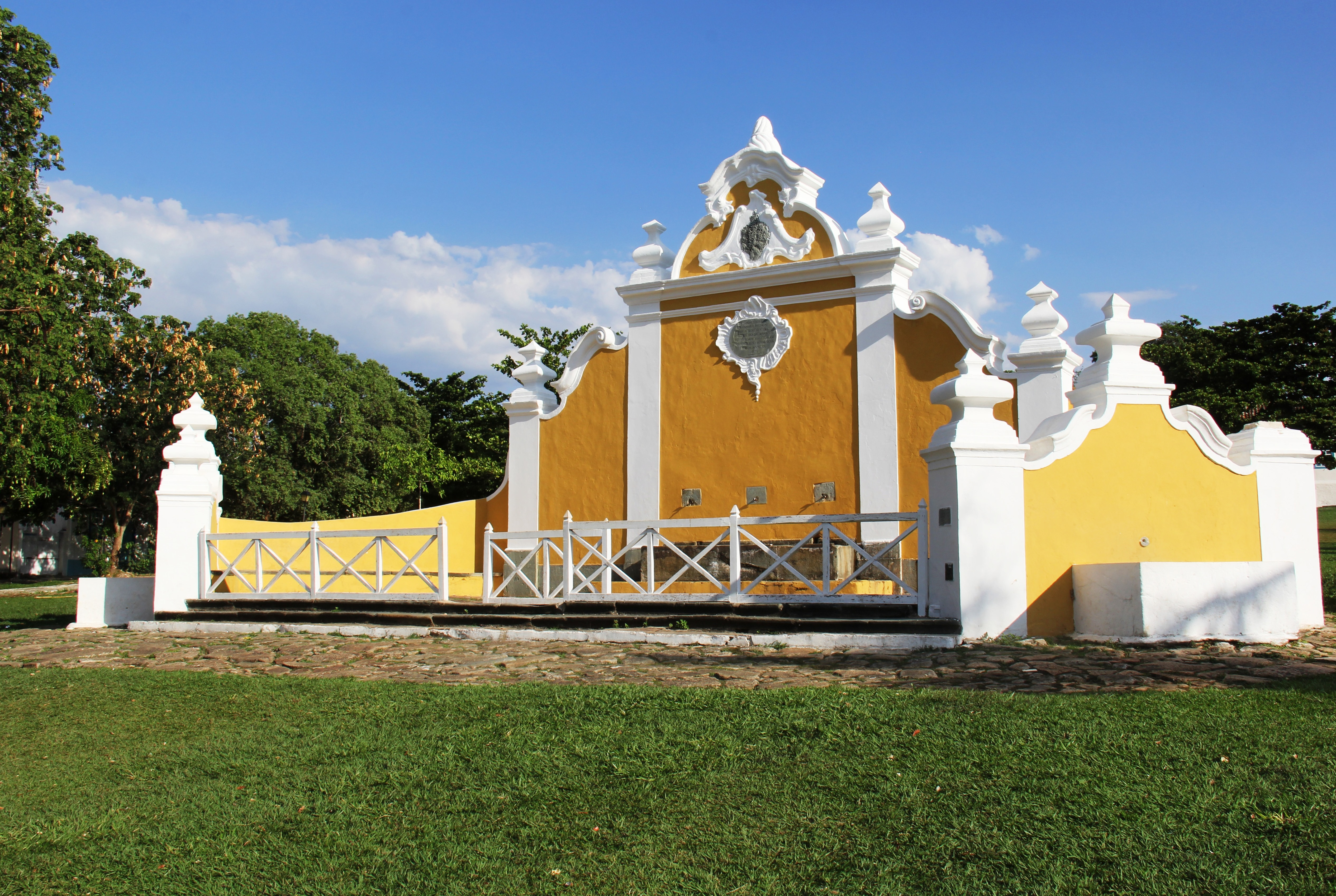
Chafariz de Cauda
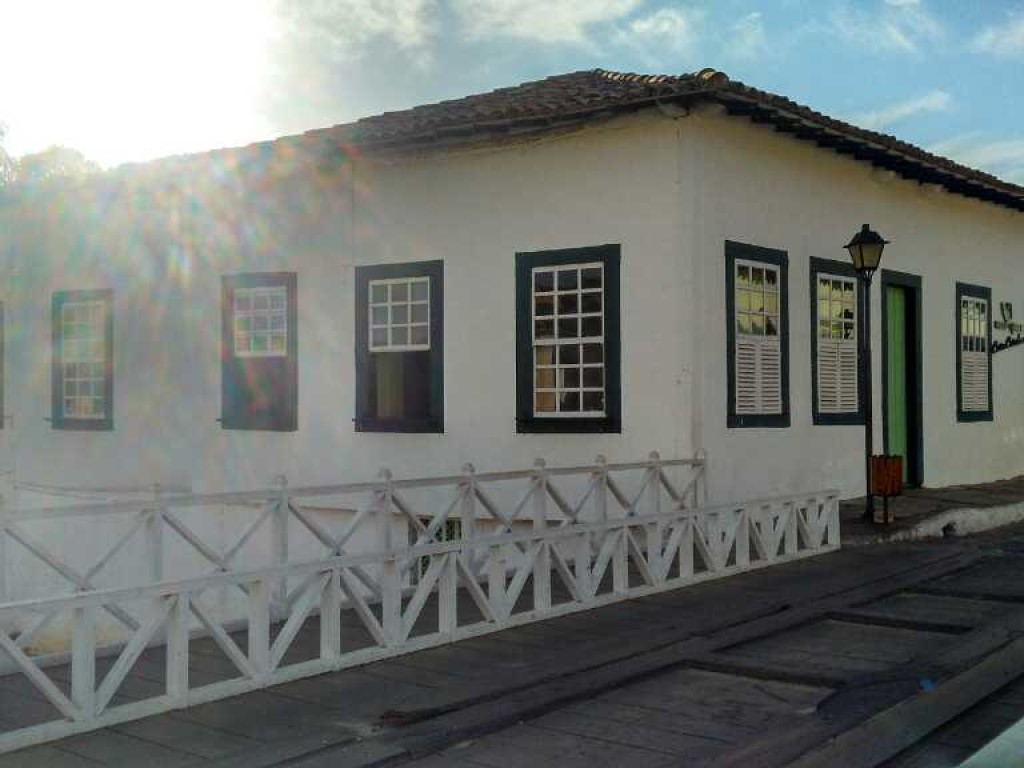
Casa de Cora Coralina
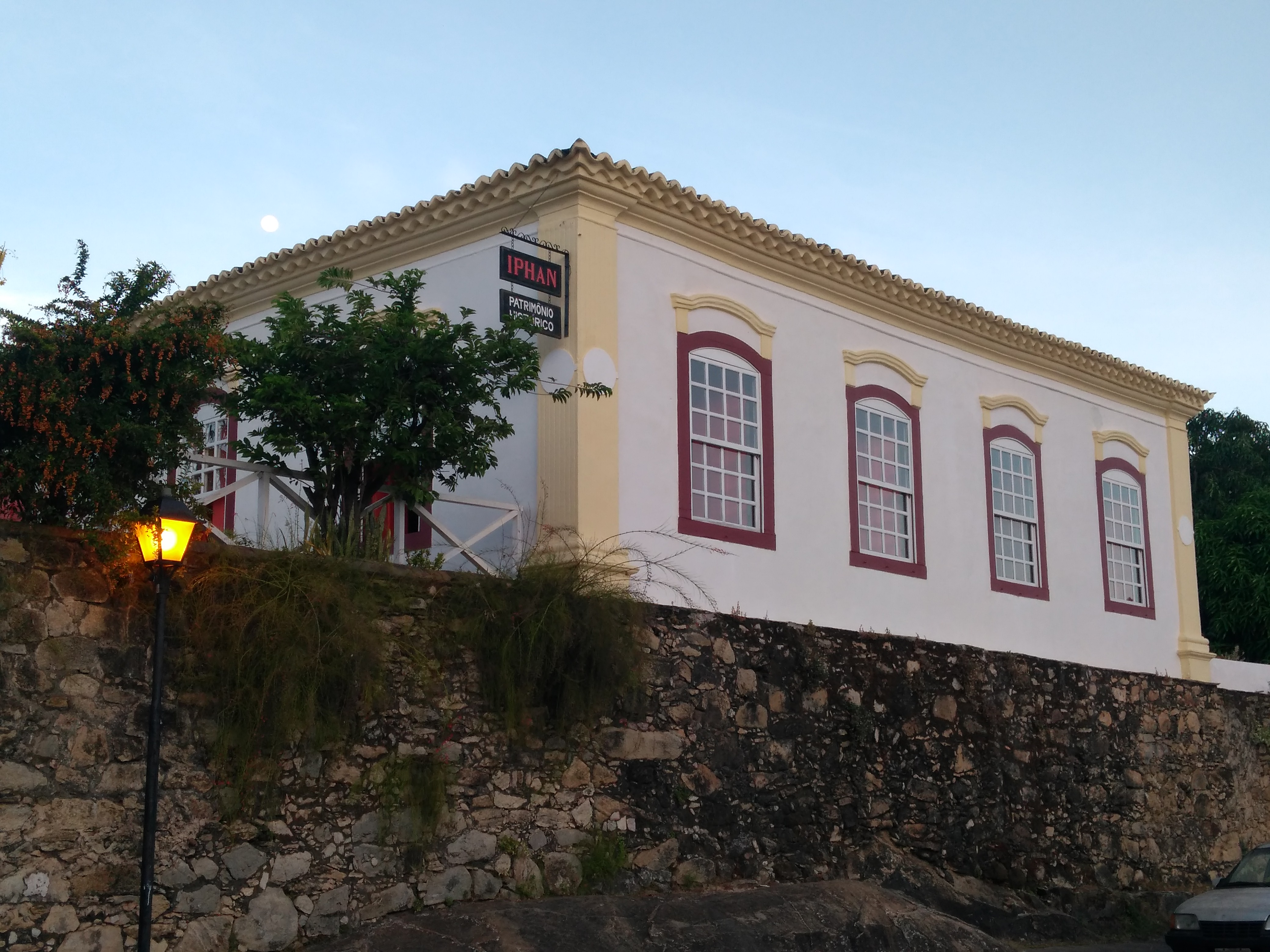
Casa do Bispo
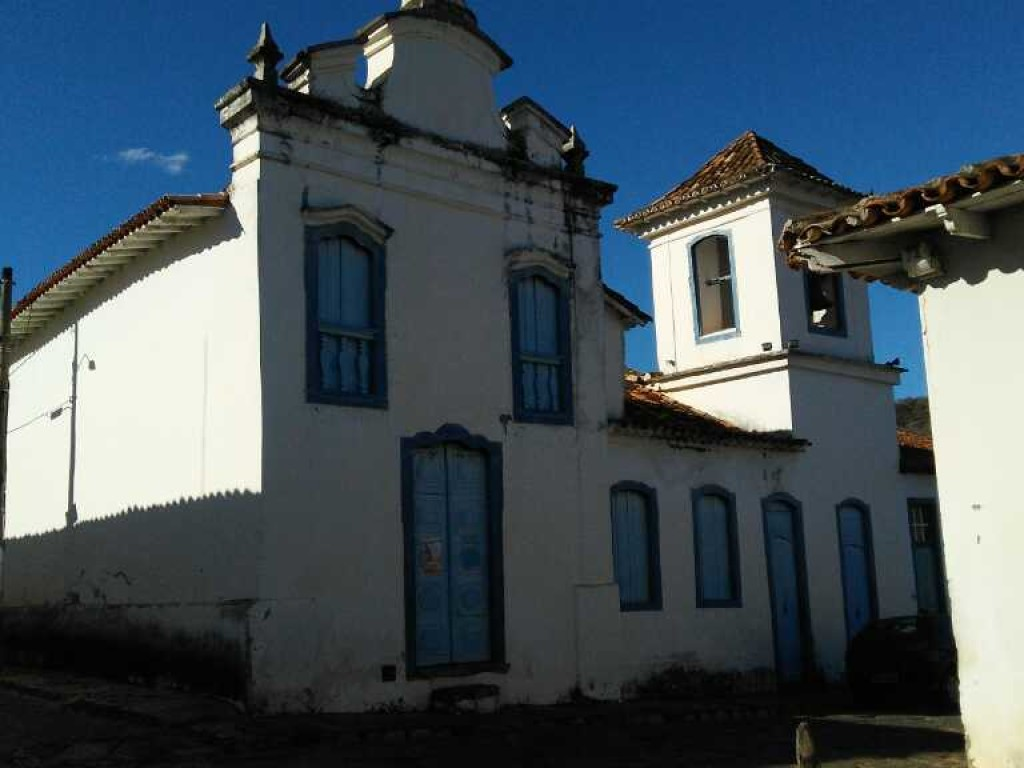
Igreja de Nossa Senhora d'Abadia
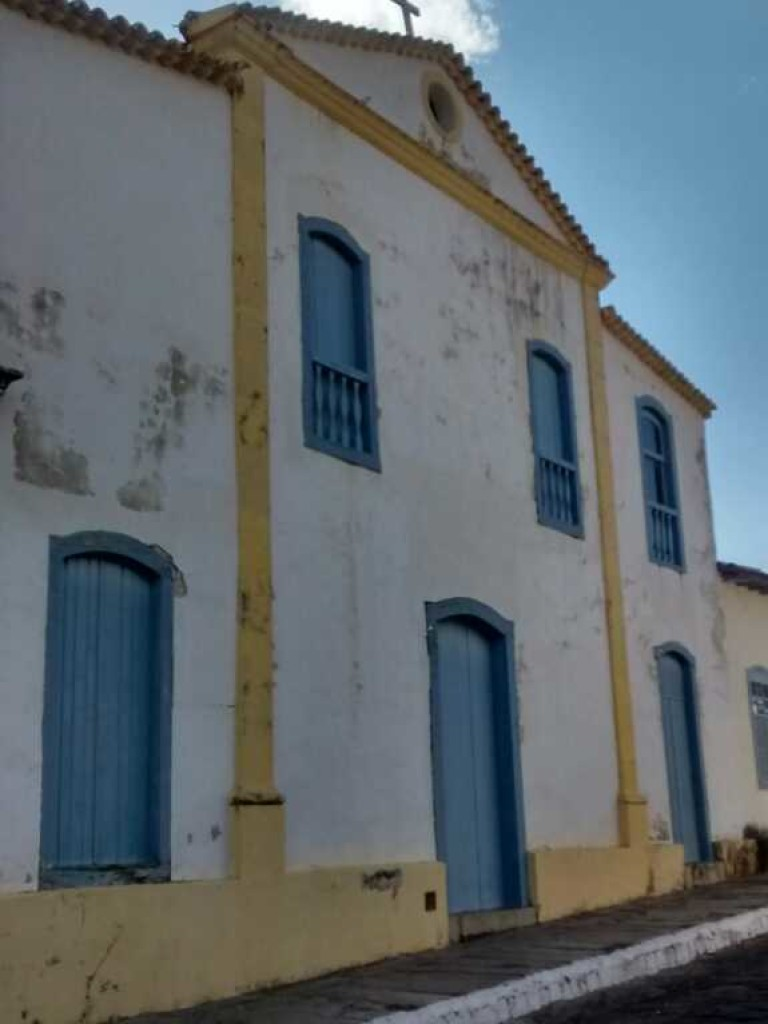
Igreja de Nossa Senhora do Carmo
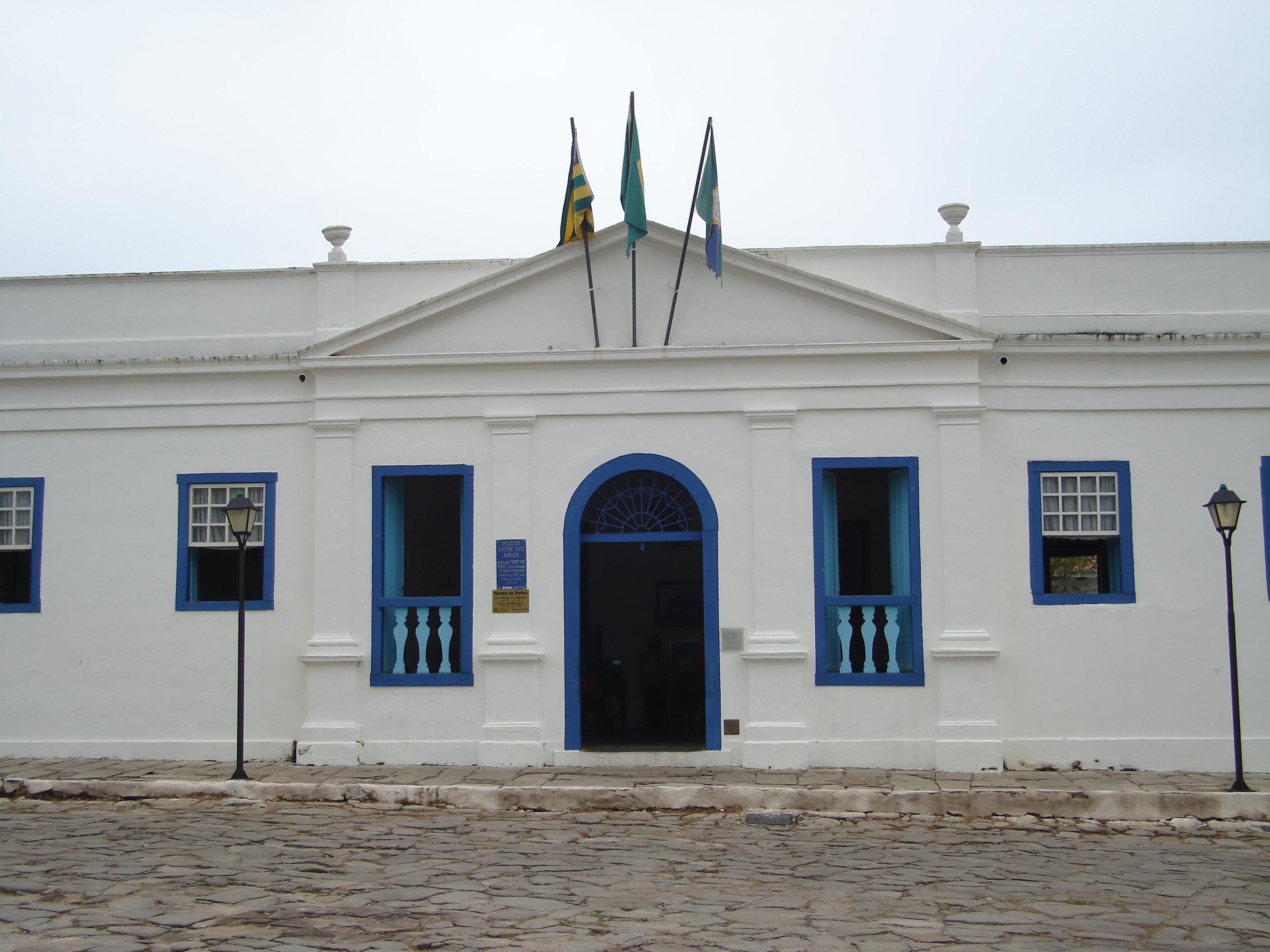
Palácio do Conde dos Arcos
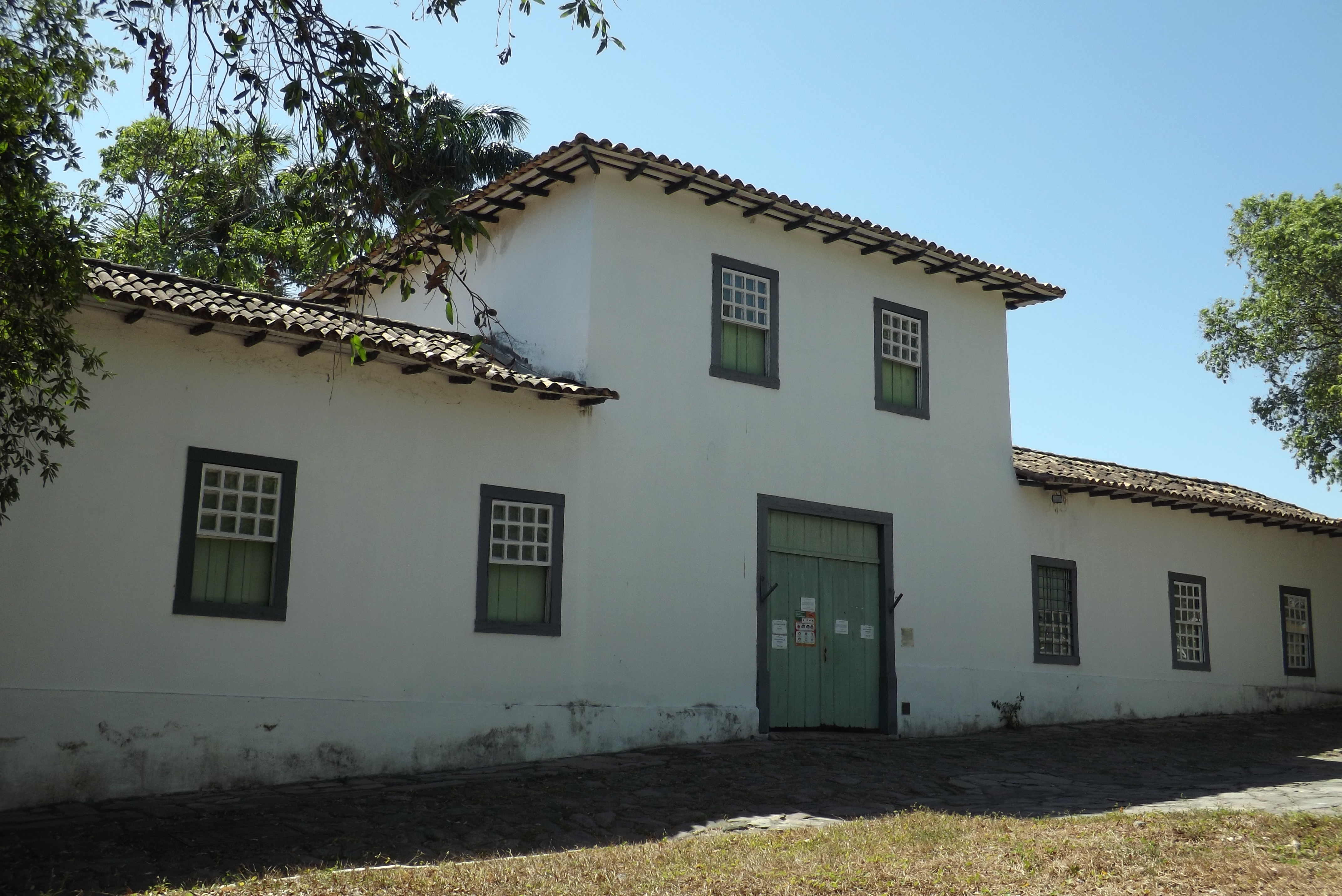
Quartel do XX